# Гай Луцилий Гирр
Гай Луци́лий Гирр (лат. Gaius Lucilius Hirrus; родился, предположительно, около 90 года до н. э., Помпеи, Римская республика — умер после 43 года до н. э.) — римский политический деятель из плебейского рода Луцилиев Гирров, народный трибун 53 года до н. э. и неудачливый кандидат в курульные эдилы на 50 год до н. э. Родственник Гнея Помпея Гирр на заключительной стадии гражданской войны был помилован Цезарем, приняв участие в организации трёхдневного триумфа диктатора по случаю её победоносного завершения. По образовании 2-го триумвирата внесён в проскрипционные списки, в связи с чем бежал к республиканцам на Балканы.

## Происхождение
Уроженец Помпей, Гай Луцилий Гирр, как следует из одного письма Марка Целия Руфа Цицерону, принадлежал к Пупиниевой трибе. Упомянут своим современником, Марком Теренцием Варроном, в качестве владельца огромных стад крупнорогатого скота в Бруттии, который в своё время обучался сельскому хозяйству у Гнея Тремеллия Скрофы.

## Биография
В историографии рождение Гая Луцилия относят к 80-м гг. до н. э., а немецкий антиковед К. Цихориус датировал это событие периодом около 90 года. В 54 году до н. э. Гай Луцилий выставил свою кандидатуру на выборах народных трибунов. 10 декабря этого года, уже после своего избрания и до фактического назначения, Луцилий объявил, что в ближайшее время внесёт в сенат законопроект с предложением наделить Гнея Помпея Великого диктаторскими полномочиями. Такое поведение Луцилия вызвало оживлённые дискуссии в среде сенаторов, особенно между Марком Туллием Цицероном и Катоном Утическим. Во время трибуната Гирр совместно с Марком Целием Виницианом вынес эту инициативу на рассмотрение сената. Вначале их поддерживал и другой трибун, Публий Лициний Красс Юниан, но под давлением Цицерона незадолго до голосования резко изменил свою точку зрения; в итоге, из данной затеи ничего не вышло.
Этот политический шаг сделал Гирра непопулярным среди плебса (как и бывшего коллегу Гая, Марка Целия): в 52 году до н. э. на выборах в коллегию авгуров его обошёл Цицерон. В следующем году Гай выдвинул свою кандидатуру в эдилы, но также проиграл выборы. В канун октябрьских календ (30 сентября) 51 года до н. э. Луцилий присутствовал при записи постановления и суждений сената касательно отзыва Гая Юлия Цезаря из обеих Галлий.
С первых дней гражданской войне 49—45 годов до н. э. между Гнеем Помпеем и Юлием Цезарем Луцилий находился в лагере сторонников Республики: на начальном этапе вооружённого конфликта он набирал войска в Пицене, после чего во главе шести когорт занял Камерин (Умбрия). Однако, с наступлением цезарианцев бежал оттуда вместе с солдатами, которых передал Вибуллию Руфу. Под Корфинием Луция Домиция Агенобарба с 30 когортами атаковал и захватил в плен Цезарь, но вскоре отпустил. Сам Луцилий, видимо, тоже попал в плен, но сумел бежать, так как не оказался в числе помилованных.
Позже Помпей направил Гая Луцилия с дипломатической миссией к парфянам. При этом Гирра заверили, что проводить выборы преторов в его отсутствие не станут. Несмотря на это, сразу после отбытия Гая Луцилия в стане Помпея уже оспаривали данное обещание. Дион Кассий вскользь упоминает некоего римского посланника времён Фарсальской битвы, направленного в Парфию и там пленённого.

### Возвращение в Рим и бегство
После очередного пленения Гаю Луцилию удалось выпросить у диктатора прощение и, таким образом, вернуться домой. Благодаря античным авторам известно, что Гирр стал свидетелем триумфа Гая Юлия Цезаря в 45 году до н. э., подав в качестве угощения 6 000 отборных мурен (согласно Варрону, он одолжил Цезарю на вес 2 000 рыбин). Предполагается, что с убийством Юлия Цезаря и скором образовании тайного политического союза между пасынком покойного, Антонием и Лепидом, имя Луцилия кто-то из завистников внёс в проскрипционные списки, а его земельные владения и живорыбные садки были выставлены на аукцион. Ввиду такого неожиданного поворота событий Гирру снова пришлось бежать: он направился на Балканы к республиканцам. Там Луцилий вошёл в круг близких друзей Марка Юния Брута. В ходе второй битвы при Филиппах Луцилий, заметив, что отряд варварской конницы триумвиров упорно гонится за убегающим Юнием Брутом, решил любой ценой их остановить. Выдав себя за Брута, он отдался в руки преследователей и велел привести его к Марку Антонию; последний весьма радушно принял Луцилия, в связи с чем тот сохранил верность Антонию вплоть до самоубийства триумвира в 30 году до н. э.
Возможно, упомянут Варроном под именем претора Гиррия (так же его зовёт и Плиний Старший), речь которого учёный сравнивает с бычьим мычанием; если Гай Луцилий и этот Гиррий — тождественны, его предполагаемую претуру следует датировать промежутком между 47 и 37 годом до н. э.
В одной надписи из Аквилеи (Истрия) фигурирует некто Гай Луцилий, сын Гая, триумвир по уголовным делам. Учёные относят её к периоду кризиса Республики или эпохе принципата Августа.

## Семья
Известно, что Гай Луцилий был женат на дочери или внучке Луция Коссиния, претора 73 года до н. э., погибшего в одном из боёв со взбунтовавшимися гладиаторами в ходе восстания Спартака. Вполне возможно, шурином Гирра мог являться ещё один Луций Коссиний, упоминаемый в переписке Цицерона.

## Образ в художественной литературе
О некоем Гирре, «обобравшим малолетних», вскользь упоминает в одной из своих «Сатир» Децим Юний Ювенал. Помимо того, имя Гая Луцилия фигурирует в серии книг современной австралийской писательницы Колин Маккалоу «Владыки Рима»: исторической новелле «Цезарь» (1998), а также романе «Падение титана, или Октябрьский конь» (2002).